# Rozczarowani
Rozczarowani (ang. Disenchantment) – amerykański serial animowany, wyprodukowany przez Netflixa, nadawany od 17 sierpnia 2018, którego twórcą jest Matt Groening. To trzeci, po Simpsonach i Futuramie, serial stworzony przez Groeninga.
Scenariusze odcinków pisali m.in.: Matt Groening, Josh Weinstein, David X. Cohen, Patric Verrone i Bill Oakley, a reżyserami byli Wes Archer, Peter Avanzino i Brian Sheesley.
Druga część pierwszego sezonu pojawiła się 20 września 2019 roku. 15 stycznia 2021 roku premierę miał kolejny sezon.

## Obsada
| Postać           | Oryginalny dubbing | Polski dubbing               |
| ---------------- | ------------------ | ---------------------------- |
| księżniczka Bean | Abbi Jacobson      | Marta Wągrocka               |
| Elfo             | Nat Faxon          | Klaudiusz Kaufmann           |
| Luci             | Eric André         | Przemysław Glapiński         |
| król Zøg         | John DiMaggio      | Jan Kulczycki                |
| Sorcerio         | Billy West         | Włodzimierz Press            |
| Odval            | Maurice LaMarche   | Tomasz Steciuk               |
| królowa Oona     | Tress MacNeille    | Barbara Zielińska            |
| książę Merkimer  | Matt Berry         | Grzegorz Kwiecień            |
| królowa Dagmar   | Sharon Horgan      | Izabella Bukowska–Chądzyńska |
| herold           | David Herman       |                              |
| Całuśka          | Jeny Batten        | Klementyna Umer              |
| sir Turbish      | Rich Fulcher       |                              |
| Bunty            | Lucy Montgomery    | Milena Suszyńska-Dziuba      |

## Odcinki
| Np | Nazwa odcinka                                  | Polski tytuł                             | Reżyseria                | Scenariusz                         | Kod    |
| -- | ---------------------------------------------- | ---------------------------------------- | ------------------------ | ---------------------------------- | ------ |
| 1  | A Princess, an Elf and a Demon Walk into a Bar | Księżniczka, elf i demon wchodzą do baru | Dwayne Carey-Hill        | Matt Groening Josh Weinstein       | 1DNT01 |
| 2  | For Whom the Pig Oinks                         | Komu kwiczy świnia                       | Frank Marino             | David X. Cohen                     | 1DNT02 |
| 3  | The Princess of Darkness                       | Księżniczka ciemności                    | Wes Archer               | Rich Fulcher                       | 1DNT04 |
| 4  | Castle Party Massacre                          | Zamkowa masakra wikińskim orężem         | David D. Au              | Jeff Rowe                          | 1DNT05 |
| 5  | Faster, Princess! Kill! Kill!                  | Szybciej, księżniczko! Zabij! Zabij!     | Ira Sherak               | Reid Harrison                      | 1DNT06 |
| 6  | Swamp and Circumstance                         | Bagno okoliczności                       | Albert Calleros          | Eric Horsted                       | 1DNT03 |
| 7  | Love’s Tender Rampage                          | Pokręcone ścieżki miłości                | Peter Avanzino           | Jeny Batten i M. Dickson           | 1DNT07 |
| 8  | The Limits of Immortality                      | Granice nieśmiertelności                 | Brian Sheesley           | Patric Verrone                     | 1DNT08 |
| 9  | To Thine Own Elf Be True                       | Prawdziwa natura Elfo                    | Frank Marino             | Shion Takeuchi                     | 1DNT09 |
| 10 | Dreamland Falls                                | Upadek Dreamlandu                        | Wes Archer               | Bill Oakley                        | 1DNT10 |
| 11 | The Disenchantress                             | Rozczarowana                             | Albert Calleros          | Shion Takeuchi                     | 1DNT11 |
| 12 | Stairway to Hell                               | Schody do piekła                         | Dwayne Carey-Hill        | David X. Cohen                     | 1DNT12 |
| 13 | The Very Thing                                 | To coś                                   | Frank Marino             | Andrew Burrell                     | 1DNT13 |
| 14 | The Lonely Heart Is a Hunter                   | Samotne serce to myśliwy                 | David D. Au              | Ben Ward                           | 1DNT14 |
| 15 | Our Bodies, Our Elves                          | Elfi problem                             | Wes Archer               | Adam Briggs                        | 1DNT15 |
| 16 | The Dreamland Job                              | Robota w Dreamlandzie                    | Ira Sherak               | Jeny Batten i M. Dickson           | 1DNT16 |
| 17 | Love’s Slimy Embrace                           | W miłosnych objęciach śluzaka            | David D. Au i Ira Sherak | Eric Horsted                       | 1DNT17 |
| 18 | In Her Own Write                               | Twarda z niej sztuka                     | Ira Sherak               | Bill Oakley                        | 1DNT18 |
| 19 | The Electric Princess                          | Elektryczna księżniczka                  | Edmund Fong              | Jamie Angell                       | 1DNT19 |
| 20 | Tiabeanie Falls                                | Upadek Tiabeanie                         | Peter Avanzino           | Patric M. Verrone i Josh Weinstein | 1DNT20 |

### Sezon 2
1. Podziemny mikroklimat
2. Ty jesteś Bean
3. Gdzie jest pistolet?
4. Ściśle tajne
5. Pokaz osobliwości
6. Ostatni plusk
7. Wschód dziwnego księżyca
8. Świński interes
9. Szaleństwo króla Zøga
10. Bean upada